# 283省道 (广东省)
S283省道是一条位于广东的省道，由信宜市金垌镇松岭至电白区七迳镇。

## 简介
283省道是广东省内的一条省道，途径信宜金垌、北界；高州石板、南塘、市区、金山；茂南金塘、公馆、袂花；电白七迳。